# Lorenzo Priuli (doge)
Lorenzo Priuli (Venezia, 1489 – Venezia, 17 agosto 1559) fu l'82º doge della Repubblica di Venezia dal 14 giugno 1556 fino alla sua morte.
Figlio di Alvise e Chiara Lion, fratello del futuro doge Girolamo Priuli, uomo molto colto e di bella presenza, governò senza affrontare importanti avvenimenti salvo alcune epidemie e qualche acqua alta straordinaria, che misero in crisi la città, ma senza arrecare danni irreparabili.

## Biografia

### Infanzia ed educazione
Era il secondo dei sei figli maschi di Alvise di Niccolò Priuli (ramo "di San Stae") e di Chiara di Giacomo Lion. In gioventù si distinse come uno studente diligente e si cimentò soprattutto nel latino e nel greco, ma fu introdotto anche alla teologia e alla filosofia.

### Carriera politica
Fu però destinato alla politica, sulla scia del padre che ancora svolgeva una ragguardevole carriera. Entrato precocemente in Maggior Consiglio grazie all'estrazione della "balla d'oro" (3 dicembre 1510), negli anni successivi il suo nome figurò tra i candidati a varie cariche, ma non ebbe mai successo sino all'11 novembre 1522, quando fu nominato oratore presso il re d'Inghilterra in sostituzione di Gian Antonio Venier, che vi aveva rinunciato. Come annotò Marino Sanudo, il Priuli si presentava come un uomo di grande preparazione culturale ma, data l'età, di scarsa esperienza politica; e, in effetti, non partì mai per la Gran Bretagna, ma venne nominato oratore in Senato senza diritto di voto e alla fine, il 25 agosto 1523, fu sollevato anche da questo incarico.
Il 10 ottobre successivo, assieme ad Andrea Navagero, fu eletto ambasciatore a Madrid presso Carlo V. Entrambi procrastinarono il viaggio preoccupati per il conflitto in corso contro l'Impero, ma furono alla fine costretti dal governo che minacciò di privar loro, per quattro anni, «ofici, benefici, regimenti». Partiti a luglio, Priuli rimase bloccato a Parma perché colpito da febbre terzana, mentre Navagero si trovava a Pisa. Riunitisi a Genova, esitarono ancora qualche tempo fino al 6 aprile, quando si imbarcarono da Sestri e, facendo tappa in Corsica, giunsero a Palamós, portandosi poi, via terra, a Barcellona; arrivarono a Madrid il 7 maggio. Da qui si spostarono poi a Toledo, dove attesero per diversi giorni l'arrivo del sovrano sinché questi non concesse loro l'ingresso solenne (11 giugno) e l'udienza (13 giugno), in cui il Priuli recitò una magnifica orazione in latino cercando di allentare la tensione con l'imperatore (appena uscito vittorioso dalla battaglia di Pavia), ma al contempo di mantenere la dignità della Serenissima. Il sovrano, tuttavia, rimase intenzionato a consolidare il suo predominio sull'Italia, tanto che Mercurino Arborio di Gattinara, suo gran cancelliere, consigliò ai veneziani di assecondarne le intenzioni e di offrirgli, allo scopo, 120000 ducati.
Era stato nominato cavaliere.

### Matrimonio
Sposato con Zilia Dandolo ebbe un solo figlio che, a quanto raccontano le cronache e fa intendere lo stesso doge nel suo testamento, era abbastanza ribelle.

### Dogato

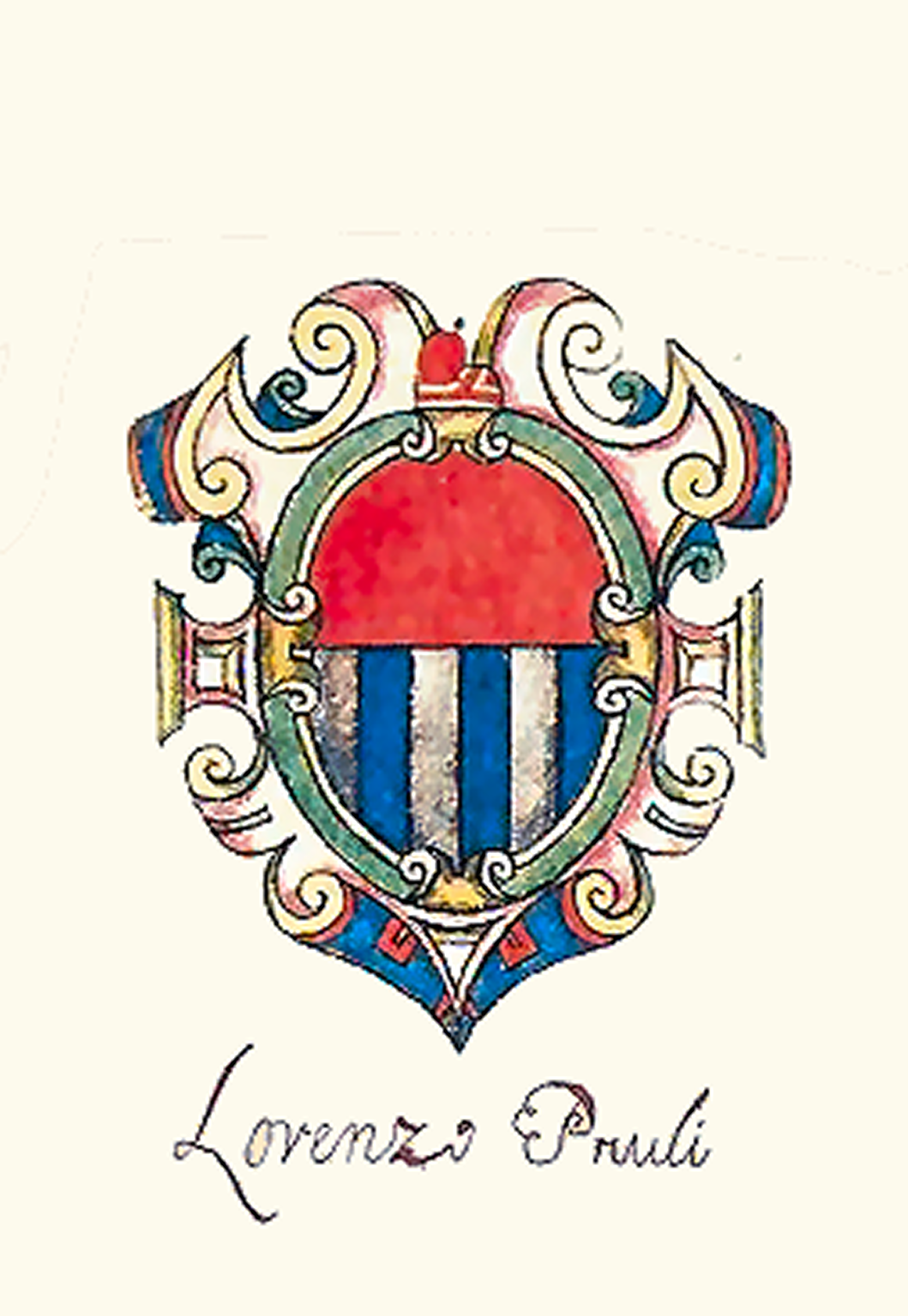
Stemma del doge Lorenzo Priuli

Con questo discreto cursus honorum Priuli si presentò come candidato nel 1556, alla morte di Francesco Venier. Tra i quattro concorrenti al dogato, per quell'elezione, lui e Stefano Tiepolo erano gli unici che avevano qualche vera speranza di farcela; la rinuncia e la successiva morte del Tiepolo gli spianarono la strada ed il 14 giugno 1556 salì all'alta carica.
Notevoli furono le feste per la sua incoronazione, tanto da restar impresse nella mente del popolo veneziano per gli anni a venire e, sino alle feste per l'incoronazione della dogaressa Morosina Morosini, moglie del doge Marino Grimani, nel 1597, quelle di Priuli vennero prese ad esempio per lo sfarzo e la magnificenza.
Curiosamente, salvo questa nota di cronaca, il dogato passò senza veri episodi salvo qualche epidemia e, in politica estera, la rigida neutralità veneziana nello scontro che contrapponeva Francia e Spagna per il dominio sull'Italia.
La pace di Cateau-Cambrésis (1559) porterà al trionfo della Spagna che, molto presto, diverrà diretta concorrente di Venezia e più volte tenterà di destabilizzare lo stato veneziano (come, ad esempio, nel caso della cd. Congiura di Bedmar, 1618).

### Morte

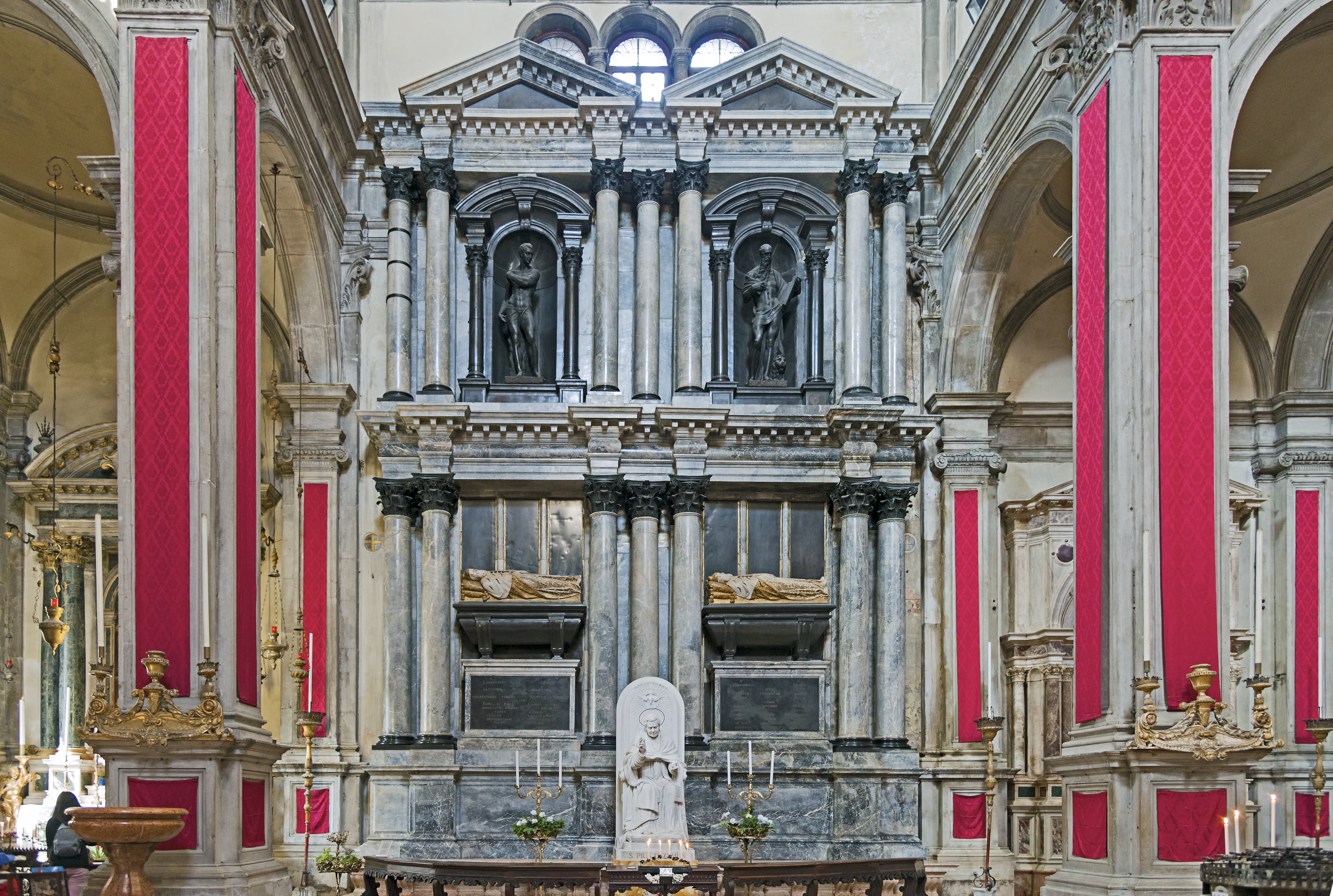
Venezia, Chiesa di San Salvador, Monumento e tombe di dogi Lorenzo e Gerolamo Priuli, di Cesare Franco.

Lorenzo Priuli, tuttavia, non vide questi eventi ed il 17 agosto 1559 concludeva la sua vita all'età di 70 anni.
Curiosamente il giorno dell'incoronazione gli era stato regalato un libro, scritto da un noto medico dell'epoca, che affermava che fosse possibile, seguendo una determinata dieta, raggiungere i 120 anni d'età; molti cronisti, assai scettici sull'effettiva efficacia di questo libro, fecero risaltare questo fatto schernendo in modo velato le millanterie del medico.